# Roy Benavidez
Raul Perez "Roy" Benavidez (5 de agosto de 1935-29 de noviembre de 1998) fue un sargento mayor del Ejército de los Estados Unidos que recibió la Medalla de Honor por sus valiosas acciones en combate cerca de Lộc Ninh, Vietnam del Sur, el 2 de mayo de 1968, mientras servía como miembro de las Fuerzas Especiales del Ejército durante la guerra de Vietnam.

## Infancia y primeros años
Roy P. Benavidez nació en Lindenau, cerca de Cuero, Texas, en el Condado de DeWitt. Es descendiente de los fundadores de Benavides, Texas, y era hijo de un agricultor mexicano, Salvador Benavidez, Jr. y de una madre yaqui, Teresa Pérez.
Cuando tenía dos años, su padre murió de tuberculosis y su madre volvió a casarse. Cinco años después, su madre también murió de tuberculosis. Benavidez y su hermano pequeño Roger se trasladaron a El Campo, donde su abuelo, su tío y su tía los criaron junto con ocho primos.
Benavidez lustró zapatos en la estación de autobuses local, trabajó en granjas de California y Washington y en una tienda de neumáticos de El Campo. Abandonó la escuela a los 15 años para trabajar a tiempo completo y ayudar a mantener a la familia.

## Carrera militar

### Ejército de los Estados Unidos
Benavidez se alistó en la Guardia Nacional del Ejército de Texas en 1952, durante la guerra de Corea. En junio de 1955, pasó de la Guardia Nacional del Ejército al servicio activo. En 1959, se casó con Hilaria Coy Benavidez, completó el entrenamiento aéreo y fue asignado a la 82.ª División Aerotransportada en Fort Bragg, Carolina del Norte.

### Fuerzas Especiales del Ejército
Benavidez regresó a Fort Bragg y comenzó a entrenarse para las Fuerzas Especiales del Ejército de los Estados Unidos. Una vez cualificado y aceptado, se convirtió en miembro del 5.º Grupo de Fuerzas Especiales; y del Grupo de Estudios y Observaciones .
Vietnam
En 1965, fue enviado a Vietnam del Sur como asesor de las Fuerzas Especiales de un regimiento de infantería del Ejército de la República de Vietnam. Durante su período de servicio, pisó una mina terrestre durante una patrulla y fue evacuado a Estados Unidos. Los médicos de Fort Sam Houston llegaron a la conclusión de que no volvería a caminar y empezaron a preparar sus documentos de baja médica. Como señaló Benavidez en su discurso de aceptación del MOH en 1981, escocido por el diagnóstico, así como por las quemas de banderas y las críticas de los medios de comunicación a la presencia militar estadounidense en Vietnam que veía en la televisión, comenzó un ritual de entrenamiento nocturno no sancionado en un intento de volver a desarrollar su capacidad para caminar.
Al levantarse de la cama por la noche (en contra de las órdenes de los médicos), Benavidez se arrastraba con los codos y la barbilla hasta una pared cercana a su cama y (con el estímulo de sus compañeros, muchos de los cuales estaban permanentemente paralizados y/o carecían de extremidades) se apoyaba en la pared e intentaba levantarse sin ayuda, empezando por mover los dedos de los pies, luego los pies y, finalmente (tras varios meses de insoportable práctica que, según admitió, a menudo le hacía llorar), se empujaba hacia la pared con los tobillos y las piernas. Tras más de un año de hospitalización, Benavidez salió del hospital en julio de 1966, con su esposa a su lado, decidido a volver a combatir en Vietnam. A pesar de los continuos dolores de sus heridas, regresó a Vietnam del Sur en enero de 1968.
6 horas en el infierno
El 2 de mayo de 1968, una patrulla de 12 hombres de las Fuerzas Especiales, que incluía nueve miembros de la tribu Montagnard, fue rodeada por un batallón de infantería del NVA de unos 1.000 hombres. Benavidez escuchó la petición de ayuda por radio y subió a un helicóptero para responder. Armado sólo con un cuchillo, saltó del helicóptero con su bolsa médica y corrió a ayudar a la patrulla atrapada. Benavidez "se distinguió por una serie de acciones audaces y extremadamente valerosas... y por su valiente decisión de unirse voluntariamente a sus compañeros que se encontraban en situación crítica, de exponerse constantemente al fuego enemigo fulminante, y su negativa a ser detenido a pesar de las numerosas y graves heridas, salvó la vida de al menos ocho hombres".
En un momento de la batalla, un soldado del NVA le abordó y le apuñaló con su bayoneta. Benavidez la sacó, sacó su propio cuchillo, lo mató y siguió adelante, dejando su cuchillo en el cuerpo del soldado del NVA. Después de la batalla, fue evacuado al campamento base, examinado, y se pensó que estaba muerto. Cuando lo metieron en una bolsa para cadáveres entre los demás muertos en bolsas para cadáveres, fue reconocido de repente por un amigo que pidió ayuda. Un médico acudió y lo examinó, pero creyó que Benavidez estaba muerto. El médico estaba a punto de cerrar la bolsa para cadáveres cuando Benavidez consiguió escupirle a la cara, alertando al médico de que estaba vivo. Benavidez tenía un total de 37 heridas distintas de bala, bayoneta y metralla a causa del combate de seis horas con el batallón enemigo.
Benavidez fue evacuado de nuevo al Brooke Army Medical Center de Fort Sam Houston, donde finalmente se recuperó. Recibió la Cruz por Servicio Distinguido por su extraordinario heroísmo y cuatro Corazones Púrpura. En 1969, fue asignado a Fort Riley, Kansas. En 1972, fue asignado a Fort Sam Houston, Texas, donde permaneció hasta su jubilación.

## Medalla de Honor

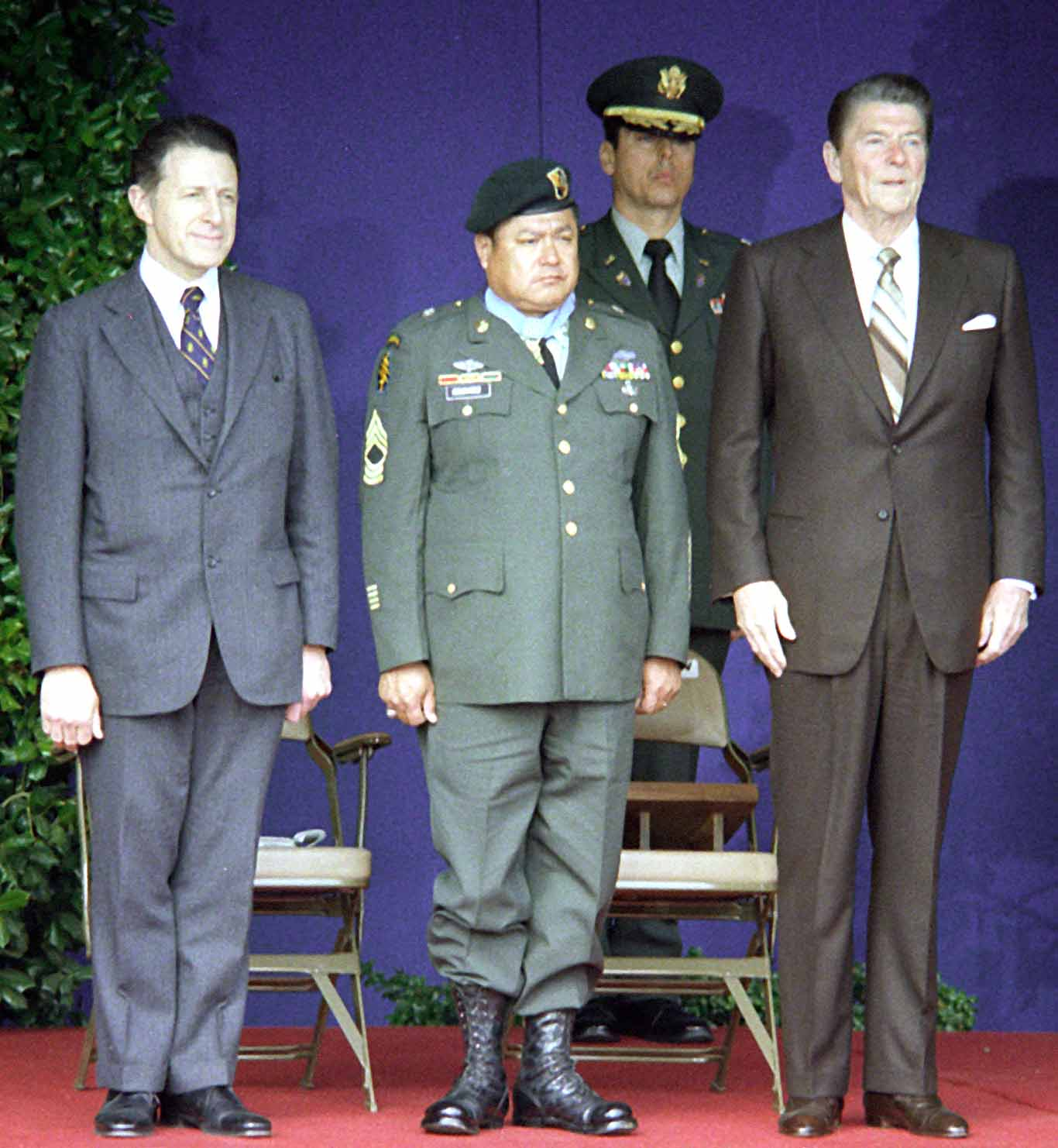
Sgto. Maestro Roy P. Benavidez (centro) con el secretario de defensa Caspar Weinberger (Izq.) y el presidente Ronald Reagan en la ceremonia de entrega de la medalla de honor en 1981.

En 1973, después de que se conocieran relatos más detallados, el teniente coronel de las Fuerzas Especiales Ralph R. Drake insistió en que Benavidez recibiera la Medalla de Honor. Para entonces, sin embargo, el plazo de la medalla había expirado. Una apelación al Congreso dio como resultado una exención para Benavidez, pero la Junta de Condecoraciones del Ejército le negó el ascenso de su Cruz de Servicio Distinguido a la Medalla de Honor.
La Junta del Ejército exigía el relato de un testigo presencial de la acción. Benavidez creía que no había testigos vivos de las "Seis horas en el infierno".
Sin que Benavidez lo supiera, había un testigo vivo, que más tarde proporcionaría el relato ocular necesario: Brian O'Connor, el antiguo radiotelegrafista del equipo de las Fuerzas Especiales de Benavidez en Vietnam. O'Connor había sido gravemente herido (Benavidez lo creía muerto), y fue evacuado a Estados Unidos antes de que sus superiores pudieran interrogarlo completamente.
O'Connor había estado viviendo en las islas Fiyi cuando, en 1980, estaba de vacaciones en Australia. Durante sus vacaciones, O'Connor leyó un reportaje sobre Benavidez en un periódico de El Campo, que había sido recogido por la prensa internacional y reproducido en Australia. O'Connor se puso inmediatamente en contacto con Benavidez y presentó un informe de diez páginas sobre el encuentro, en el que confirmaba los relatos proporcionados por otros y servía de testigo ocular necesario. En consecuencia, la Cruz de Servicio Distinguido de Benavidez fue elevada a la Medalla de Honor.
El 24 de febrero de 1981, el presidente Ronald Reagan entregó a Roy P. Benavidez la Medalla de Honor en El Pentágono. Reagan se dirigió a la prensa y dijo: "Si la historia de su heroísmo fuera el guión de una película, no lo creerían". A continuación, leyó la mención oficial de la condecoración:
Rango y organización: Sargento Mayor.
Organización: Destacamento B-56, 5.º Grupo de Fuerzas Especiales, República de Vietnam
Lugar y fecha: Al oeste de Loc Ninh el 2 de mayo de 1968
Entró en servicio en: Houston, Texas, junio de 1955
Nació: el 5 de agosto de 1935 en DeWitt County, Cuero, Texas

El Presidente de los Estados Unidos de América, autorizado por el Congreso el 3 de marzo de 1863, ha concedido en nombre del Congreso la Medalla de Honor a

Sargento Mayor Roy P. BENAVIDEZ
Ejército de los Estados Unidos, retirado
CULTO:
Por su destacada valentía e intrepidez en acción arriesgando su vida más allá del deber:
El 2 de mayo de 1968, el Sargento Mayor (entonces Sargento Primero) Roy P. Benavidez se distinguió por una serie de acciones audaces y extremadamente valiosas mientras estaba asignado al Destacamento B56, 5.º Grupo de Fuerzas Especiales (Aerotransportado), 1.º Fuerzas Especiales, República de Vietnam. En la mañana del 2 de mayo de 1968, un Equipo de Reconocimiento de las Fuerzas Especiales de 12 hombres fue insertado por helicópteros de la 240.ª Compañía de Helicópteros de Asalto en una zona de selva densa al oeste de Loc Ninh, Vietnam, para reunir información de inteligencia sobre la actividad enemiga confirmada a gran escala. Esta zona estaba controlada y patrullada habitualmente por el ejército norvietnamita. Tras un breve periodo de tiempo sobre el terreno, el equipo encontró una fuerte resistencia enemiga y solicitó una extracción de emergencia. Tres helicópteros intentaron la extracción, pero no pudieron aterrizar debido al intenso fuego enemigo de armas pequeñas y antiaéreas.
El Sargento BENAVIDEZ se encontraba en la Base Operativa de Avanzada de Loc Ninh supervisando la operación por radio cuando estos helicópteros, de la 240.ª Compañía de Helicópteros de Asalto, regresaron para descargar a los miembros de la tripulación heridos y para evaluar los daños de la aeronave. El sargento BENAVIDEZ subió voluntariamente a una aeronave que regresaba para ayudar en otro intento de extracción. Al darse cuenta de que todos los miembros del equipo estaban muertos o heridos y no podían desplazarse a la zona de recogida, dirigió la aeronave a un claro cercano donde saltó del helicóptero en vuelo y corrió aproximadamente 75 metros bajo un fuego de armas pequeñas hasta el equipo reducido.
Antes de llegar a la posición del equipo fue herido en la pierna derecha, la cara y la cabeza. A pesar de estas dolorosas heridas, tomó el mando, reposicionando a los miembros del equipo y dirigiendo su fuego para facilitar el aterrizaje de un avión de extracción, y la carga de los miembros del equipo heridos y muertos. A continuación, lanzó botes de humo para dirigir el avión hacia la posición del equipo. A pesar de sus graves heridas y bajo un intenso fuego enemigo, cargó y arrastró a la mitad de los miembros del equipo heridos hasta el avión que los esperaba. A continuación, proporcionó fuego de protección corriendo junto al avión mientras éste se desplazaba para recoger a los miembros restantes del equipo. Cuando el fuego enemigo se intensificó, se apresuró a recuperar el cuerpo y los documentos clasificados del jefe de equipo muerto.
Cuando llegó al cuerpo del líder, el sargento BENAVIDEZ resultó gravemente herido por disparos de armas ligeras en el abdomen y por fragmentos de granada en la espalda. Casi en el mismo momento, el piloto de la aeronave fue herido de muerte y su helicóptero se estrelló. Aunque se encontraba en estado extremadamente crítico debido a sus múltiples heridas, el sargento BENAVIDEZ aseguró los documentos clasificados y se dirigió a los restos del avión, donde ayudó a los heridos a salir de la aeronave volcada y reunió a los aturdidos supervivientes en un perímetro defensivo. Bajo el creciente fuego de armas automáticas y granadas del enemigo, se desplazó por el perímetro distribuyendo agua y munición a sus cansados hombres, devolviéndoles las ganas de vivir y luchar. Ante el aumento de la oposición enemiga con un equipo asediado, el sargento BENAVIDEZ reunió sus fuerzas, comenzó a solicitar ataques aéreos tácticos y dirigió el fuego de los helicópteros de apoyo para suprimir el fuego enemigo y permitir así otro intento de extracción.
Volvió a ser herido en el muslo por disparos de armas ligeras mientras administraba los primeros auxilios a un miembro del equipo herido justo antes de que otro helicóptero de extracción pudiera aterrizar. Su espíritu indomable le hizo seguir adelante mientras empezaba a transportar a sus compañeros a la nave. En su segundo viaje con los heridos, fue golpeado por la espalda por un soldado enemigo. En el subsiguiente combate cuerpo a cuerpo, sufrió otras heridas en la cabeza y los brazos antes de matar a su adversario. A continuación, continuó bajo un fuego devastador para llevar a los heridos al helicóptero. Al llegar a la aeronave, vio y mató a dos soldados enemigos que se abalanzaban sobre la nave desde un ángulo que impedía al artillero de la puerta de la aeronave disparar contra ellos. Con las pocas fuerzas que le quedaban, hizo un último viaje al perímetro para asegurarse de que todo el material clasificado había sido recogido o destruido, y para traer a los heridos restantes.

Sólo entonces, en un estado extremadamente grave debido a las numerosas heridas y a la pérdida de sangre, permitió que le subieran al avión de extracción. La valiente decisión del Sargento BENAVIDEZ de unirse voluntariamente a sus compañeros que se encontraban en situación crítica, de exponerse constantemente al fuego enemigo y de negarse a ser detenido a pesar de las numerosas y graves heridas, salvó la vida de al menos ocho hombres. Su intrépido liderazgo personal, su tenaz devoción al deber y sus acciones extremadamente valerosas frente a las abrumadoras probabilidades de éxito estuvieron en consonancia con las más altas tradiciones del servicio militar y reflejan el máximo crédito para él y para el Ejército de los Estados Unidos.
Ronald Reagan

## Jubilación post-militar
En 1976, Benavidez, su esposa y sus tres hijos regresaron a su casa en El Campo, Texas. Dedicó los años que le quedaban a la juventud de Estados Unidos, hablándoles de la importancia de permanecer en la escuela y obtener una educación. Su mensaje era sencillo: "La educación es la clave del éxito. Los malos hábitos y las malas compañías te arruinarán".
En 1983, Benavidez dijo a la prensa que la Administración de la Seguridad Social planeaba cortar los pagos por discapacidad que había estado recibiendo desde su jubilación, así como los pagos por discapacidad de miles de otros veteranos. Fue al Capitolio y suplicó al Comité Selecto de la Cámara de Representantes sobre el Envejecimiento que abandonara sus planes, lo que finalmente hicieron.

### Orador
Benavidez fue solicitado como orador por las fuerzas armadas de Estados Unidos, escuelas, grupos militares y cívicos y empresas privadas. También habló en Grecia, Panamá, Corea y Japón, donde visitó al personal militar estadounidense e incluso se unió a ellos en ejercicios de campo. Recibió cartas de felicitación de estudiantes, miembros del ejército y ciudadanos particulares de todo el mundo.

### Autor
Escribió tres libros autobiográficos sobre su vida y su experiencia militar. En 1986, publicó Las tres guerras de Roy Benavidez, que describía sus luchas al crecer como huérfano mexicano-estadounidense pobre, su entrenamiento militar y el combate en Vietnam, y los esfuerzos de otras personas por conseguir el reconocimiento de sus acciones en Vietnam. Posteriormente, Benavidez escribió The Last Medal of Honor (Texas: Swan Publishers, 1991) con Pete Billac y Medal of Honor: A Vietnam Warrior's Story, en 1995.

## Fallecimiento
Roy Benavidez falleció el 29 de noviembre de 1998, a la edad de 63 años, en el Brooke Army Medical Center, tras sufrir una insuficiencia respiratoria y complicaciones de la diabetes. Su cuerpo fue escoltado hasta la Iglesia católica de San Roberto Belarmino, donde se había casado, donde se casaron sus tres hijos y donde asistía a misa todos los domingos. A continuación, su cuerpo fue devuelto a la Capilla Principal de Fort Sam Houston para ser velado públicamente. El amigo de la familia, el arzobispo Patrick Flores, de la archidiócesis de San Antonio, presidió una misa fúnebre católica en la catedral de San Fernando, situada en San Antonio.
El Sargento Mayor Roy Benavidez fue enterrado con todos los honores militares en el Cementerio Nacional de Fort Sam Houston.